# 緑子
『緑子』（MIDORI-KO）は黒坂圭太監督による2010年のアニメーション映画。
2010年10月オタワ国際アニメーション映画祭長編コンペティション部門でのワールドプレミア上映を経て、2011年9月24日からアップリンクで3ヶ月にわたるロードショー公開される。

## ストーリー
野菜と肉を兼ねた“夢の食物”「MIDORI-KO」をめぐって、開発した科学者たち、飼育する大学生のミドリ、奇妙なアパートの住人たちによる乱痴気な争奪戦の行方は？

## 登場人物
MIDORI-KO
5人の科学者たちがヒトとヘチマを交配させて造った謎の生命体。
ミドリ
××大学農学部大学院研究生として博士号論文に挑み続ける努力家だったが、MIDORI-KOの飼育を始めてからは本来の研究目標を見失っていく。
5人の科学者たち
ガンリキ、ジゴクミミ、ドクゼツ、ハナイキ、テザワリの仲良し5人組。アマチュア研究者グループとして、廃墟の喫茶店を拠点に怪しげな生体実験を続けている。

## スタッフ
監督・脚本・絵コンテ・キャラクターデザイン・美術・作画・原画・動画・背景・色彩設計・撮影・編集：黒坂圭太
- プロデューサー：水由 章（ミストラルジャパン）
- ビジュアルエフェクツ・デジタルスーパーバイザー：昼間行雄
- 音楽：坂本弘道
- 演奏：川口義之、小森慶子、関島岳郎、向島ゆり子、阿部美緒、成井幹子、三木黄太、八木美知依、高良久美子、一樂誉志幸、栗木 健、坂本弘道
- エンディングテーマ：「麒麟児の世界」作詞・作曲　歌　未映子
- 声の出演：涼木さやか、ゆうき梨菜、チカパン、三島美和子、あまね飛鳥、木村ふみひで、河合博行、山本満太
- 製作：株式会社ミストラルジャパン

## 映画祭
オタワ国際アニメーション映画祭2010（カナダ）でワールド・プレミア上映後、世界20カ国以上の映画祭、美術館、劇場で上映される。
主な映画祭
- ロッテルダム国際映画祭2011（オランダ）
- 第3回恵比寿映像祭（日本）
- アナーバー映画祭2011（アメリカ）
- CPH PIX映画祭2011（デンマーク）
- チョンジュ国際映画祭（韓国）
- ザグレブ国際アニメーション映画祭2011（クロアチア）
- アヌシー国際アニメーション映画祭2011（フランス）
- Shinsedai Cinema festival 2011（ドイツ）
- Anime Convention 2011（インド）
- ANIMEST国際アニメーション映画祭2011（ルーマニア）
- 台北金馬映画祭2011（台湾）
- Animated Dreams タリン・ブラックナイト映画祭2011（エストニア）
- ゴールドコースト映画祭2011（オーストラリア）
- Anima映画祭2012（ベルギー）
- FUTURE映画祭2012（イタリア）
- ブエノスアイレス国際インディペンデント映画祭2012（アルゼンチン）
- TITANIC国際映画祭2012（ハンガリー）
- FANTOCHE国際アニメーション映画祭2012（スイス）
- ブラジリアンAnimacursed映画祭2012（ブラジル）
- ロンドン国際アニメーション映画祭2012（イギリス）
- Anilogue国際アニメーション映画祭2012（オーストリア・ハンガリー）
- テヘラン国際アニメーション映画祭2013（イラン）
- Anirmauアニメーション映画祭2013（スペイン）

## 参考資料リンク
- 『緑子／MIDORI-KO』Story
- 緑子 - allcinema